# Уррауль-Бахо
Уррауль-Бахо (ісп. Urraúl Bajo) — муніципалітет в Іспанії, у складі автономної спільноти Наварра. Населення — 273 особи (2009).
Муніципалітет розташований на відстані близько 320 км на північний схід від Мадрида, 28 км на південний схід від Памплони.
На території муніципалітету розташовані такі населені пункти: (дані про населення за 2009 рік)
- Альдунате: 11 осіб
- Артієда: 98 осіб
- Грес: 11 осіб
- Нардуес-Альдунате: 3 особи
- Нардуес-Андурра: 15 осіб
- Ріподас: 21 особа
- Сан-Вісенте: 29 осіб
- Сансоайн: 12 осіб
- Табар: 73 особи

## Демографія
Динаміка населення (INE ):

## Галерея зображень

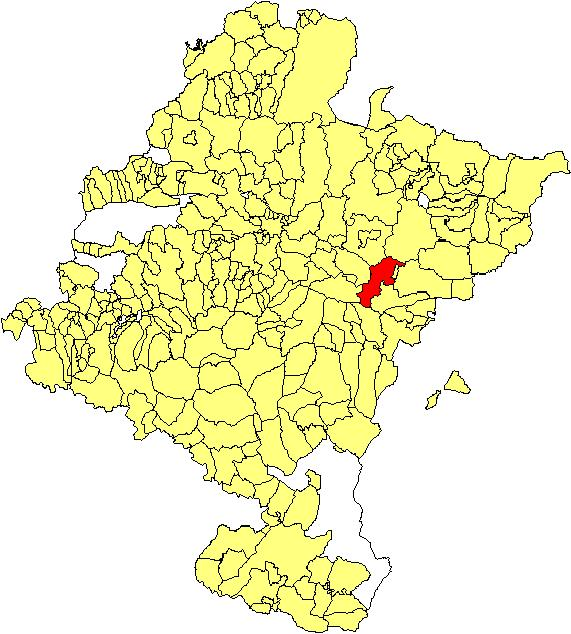
Розташування муніципалітету